# フレデリック・ベンティーン
フレデリック・ウィリアム・ベンティーン（英:Frederick William Benteen、1834年8月24日-1898年6月22日）は、アメリカ陸軍の軍人。南北戦争には北軍の士官として従軍し、続いてラコタ族と北部シャイアン族とのブラックヒルズ戦争に参戦した。第7騎兵隊が全滅したリトルビッグホーンの戦いでは、第7騎兵隊の1個大隊（D、HおよびK中隊）を指揮していた。

## 初期の経歴
ベンティーンは1834年8月24日にバージニア州ピーターズバーグで、セオドア・チャールズ・ベンティーンとその妻キャロライン・ハーグラブ・ベンティーン夫妻の息子として生まれた。ベンティーン家の祖先は18世紀にオランダから移民してきて、ボルティモアに入植した者達だった。その両親は最初の子供、ヘンリエッタ・エリザベスが生まれた直後の1831年10月にボルティモアからバージニア州に移転した。ベンティーンはピーターズバーグ・クラシカル・インスティチュートで教育を受け、そこで初めて軍事的な教練を受けた。家族は1849年にミズーリ州セントルイスに移転した。1856年、ベンティーンはフィラデルフィアからセントルイスに来たばかりの若い女性、キャサリン・"ケイト"・ルイザ・ノーマンと知り合った。
1860年にエイブラハム・リンカーンがアメリカ合衆国大統領に選出され、アメリカは2極に分かれた。父のセオドアは熱心なアメリカ合衆国からの脱退の提唱者であり、息子が連邦維持派と親しむのに強く反対した。ベンティーンが1861年9月1日に第1ミズーリ志願騎兵連隊の少尉として北軍に入隊したとき、家庭内の危機が始まった。ベンティーンは1862年1月7日にセントルイスのセントジョージ教会でキャサリンと結婚した。1863年7月、キャサリンは夫妻の最初の子供、キャロライン・エリザベスを出産したが、この娘は1歳になる前に死ぬことになった。
ベンティーンは南北戦争中多くの戦いに参戦し、その功績で少佐に、続いて中佐に名誉昇進した。数ある戦闘の中でも、ウィルソンズ・クリークの戦い、ピーリッジの戦い、ビックスバーグの包囲戦およびウェストポートの戦いに参戦した。1864年2月27日、ベンティーンは中佐に昇進し、第10ミズーリ騎兵隊を指揮した。1865年春に戦争が終わると志願兵の召集を解除され、その後間もなく「バッファロー・ソルジャーズ」と呼ばれる第138アメリカ有色人種志願兵連隊の指揮を執る大佐に指名された。ベンティーンはこの連隊を1865年7月から、連隊が召集解除となった1866年1月まで率いた。その年の後半で、第7騎兵隊の大尉に指名された。一方、アメリカ合衆国上院が最終的に南北戦争の傑出した古参兵に名誉進級の授与を認めた。ベンティーンはマインクリークの戦いでの功績で少佐に、コロンバスの戦いで中佐に名誉昇進を受けた。

## インディアン戦争
1867年1月、ベンティーンは第7騎兵隊とその野戦指揮官ジョージ・アームストロング・カスター中佐との新しい任務のために出発した。これがベンティーンにとってその後16年間を共にする連隊になった。休暇や派遣任務の期間を除いて1882年まで、ベンティーンは第7騎兵隊のH中隊を指揮した。1867年1月30日、ベンティーンはカスターとその妻エリザベスの宿舎に慣習的な表敬訪問を行った。3月27日、ベンティーンの妻がアトランタで息子フレデリックを出産した。
南北戦争の後、シャイアン族インディアンがカンザス州の辺境で大きな脅威になっていた。1868年7月遅く、ベンティーンはラーニド砦近くにいるインディアン代理人の安全を保つための遠征隊を率いた。8月10日、ローマンノーズが指揮する200名のシャイアン族戦士がカンザスの開拓者、男女、子供合わせて200名を虐殺した。8月13日、ベンティーンは30名の騎兵を率いているときに、ザラー砦に近いエルクホーン・クリークの川岸でシャイアン族の襲撃隊と出合った。ベンティーンは約50名の戦士と見られる部隊に突撃を掛けた。ベンティーンが驚かされたことに、200名以上のシャイアン族が牧場を襲っているところだった。ベンティーンは休み無く夜までシャイアン族を追いかけ、その日一日中小休止をせずに戦った。第7騎兵隊のこの文句無い勝利によって、ベンティーンは大佐に名誉昇進し、カンザス州中部の開拓者の崇拝を受けた。
10月13日、ベンティーンとその部隊は連隊のための武器と弾薬を積んだ幌馬車隊を護衛しに向かった。その部隊が幌馬車隊のところに到着したまさにその時に戦士の1隊の攻撃が始まった。ベンティーンは戦士達を駆逐し、幌馬車隊を捕獲の脅威から救った。後に襲撃隊の来た道を辿って、インディアン準州のウォシタ川沿いにあるシャイアン族集落に第7騎兵隊を導くことになった。
襲撃を続けて受けたことに反応したフィリップ・シェリダン将軍は懲罰的報復の作戦を立てた。その部隊は冬の宿営地に入ることによってインディアンの攻撃に対抗し、物資を破壊し、家畜を殺し、反抗した者を殺すということだった。これにはほとんど地図も無い地域を真冬に騎馬で動き回ることもあり、大胆な指導力が求められた。シェリダンは、それ以前に軍法会議から戻ってきていたカスター中佐にその任務を渡した。シェリダンはそのような任務にはカスターのみを信用しており、1868年11月にカスターはシェリダンからの特別命令を持って連隊に戻った。
11月23日、カスターは第7騎兵隊の11個中隊と共に補給基地を出発し、ウォシタ川に向かった。11月27日、第7騎兵隊は川でシャイアン族集落を囲んだ。カスターは部隊を4つに分けて集落を襲わせた（ウォシタ川の戦い）。
H中隊の大尉であるベンティーンはこの攻撃中エリオット少佐の騎兵大隊を率いた。騎っていた馬がシャイアン族酋長ブラック・ケトルの息子に撃たれた。それはおよそ14歳の少年であり、リボルバー拳銃しか装備していなかった。ベンティーンはもし少年がその武器を落としたならばその命は救われただろうと回想した。ベンティーンはピース・サインを送った。サインの意味の通じないその少年はお返しにリボルバーを向けてベンティーンを撃った。弾は当たらず、少年はもう一発放ち、その弾はベンティーンの上着の袖を貫通した。ベンティーンが友好的な身振りを続けているので、少年は3発目を撃った。この弾がベンティーンの馬に当たり、ベンティーンを雪の中に投げ出させた。インディアンの少年がもう一度拳銃を放とうとしたので、ベンティーンは遂に少年を撃って殺した。
カスターがシェリダンに送った戦闘の報告書には部隊の損失にはほとんど触れておらず、ジョエル・エリオット少佐と16人の騎兵が戦死したことは告げなかった。ベンティーンは友人に宛てた手紙でこのことについてカスターを批判し、その手紙がベンティーンの許可無くセントルイスの民主党系新聞に渡った。それが掲載されたとき、カスターはその著者を「懲らしめる」と脅したが、ベンティーンは自分がそれを書いたことを認めたにも拘らず、カスターがその脅しを実行することは無かった。

### リトルビッグホーンの戦い
1876年、モンタナのリトルビッグホーン川（インディアン側の呼称はグリージー・グラス川）流域への遠征の際、カスターの下でベンティーンは再びH中隊を指揮した。リトルビッグホーン川から約12マイル (19 km) でH、DおよびK中隊からなる1個大隊の指揮を任された。ちょうどこのとき、ダコタとラコタのスー族、シャイアン族、アラパホー族の連合体約1,500人（1,800人とする資料もある）が、夏至の時期に行う「サン・ダンスの儀式」の打ち合わせと、今後の対白人政策の協議のためにリトルビッグホーン河畔に結集していた。カスターはインディアンがいる正確な場所を知らなかったが、ベンティーンには左側面を守る任務を与えた。ベンティーンは約2時間荒地を偵察したが収穫が無く、その後主力部隊の道筋に戻った。川の方向に向かっていくとカスターからの伝令に遭い、まもなくもう一人の伝令が現れ、大きな野営地が見つかり、ベンティーンも前進するよう伝えてきた。「大きな野営地。急げ。部隊を連れて来い」カスターはベンティーンに、遅いラバの1隊は後方にやってM中隊に守らせ、その中隊を連れてカスターの5個中隊に加わるように示唆していた。これらの隊は連隊の予備弾薬を運んでいた。しかし、ベンティーンはちっとも急がず、貴重な20分を使って浅瀬で馬に水を与えた。しかし、前方に銃声を聞いたベンティーンはその部隊を早駆けさせた。
まずマーカス・リノ少佐が率いるM、AおよびG中隊からなる1個大隊が、インディアン斥候とともにリトルビッグホーン川沿いの大野営地のうち、南西隅側に陣取っていたゴールらのハンクパパ・スー族の野営を奇襲した。が、すぐにクレイジー・ホースらオグララ・スー族がハンクパパに加勢、リノ隊はカスターの片腕を務めたアリカラ族のブラッディ・ナイフ酋長らインディアン斥候を失う大損失を出して壊走させられ、ボロボロになった残り部隊はなんとか川を渉り、崖に登った。リノの部隊はまだ銃撃を受けており弾薬が残り少なくなっていたが、リノは実質的にベンティーンの上官だったので、ベンティーンに弾薬を分け与えるよう命令した。リノは目に見えるほど震えており、効果的に指揮を執る能力が消えていた。数分後に北で大きな銃声を崖の上の部隊が聞き、クレイジー･ホースらオグララ族はリノとベンティーンの部隊から向きを変えて野営地に戻り、銃声の方に向かった。
一方、ハンクパパ族らはリトルビッグホーン川をさかのぼって左岸側のリノ隊を追撃、敗走中のリノ隊は、これらの一斉射撃音をカスターの部隊が交戦中と理解したが、その程度まではリノもベンティーンも分からず、余裕もなかった。二人は状況を見るために進もうとはせず、これが後にカスターを捨てたのではないかという議論を生んだ（ネルソン・マイルズ将軍がそのことを告発した）。
川の右岸側をさかのぼったダコタ族とラコタ族、シャイアン族、アラパホー族は、左岸側から川を渡って攻め込んだハンクパパ族とメディシン・テイル峡谷を越えてカスターの大隊を挟み撃ちにしてこれを破壊し、続いてその注意をリノとベンティーンの部隊に向け、現在「リノ・ベンティーン防御陣地」と呼ばれる場所に追い込んだ。そこはリノとベンティーンが落ち合った場所に近い崖上の馬蹄形をした防衛線だった。その後の24時間、ベンティーンが事実上の指揮を執った。ベンティーンは2度突撃を率いてインディアンを後退させ、兵士達が前進し過ぎるほどだった。ベンティーンは沈着冷静に部隊を歩き回り兵士を激励し、自ら実例を示してリードした。ベンティーンは親指を負傷しており、長靴の踵は跳ばされていた。
ベンティーンは後に左翼の探索に派遣されたときから川を見下ろす崖上に着いた時まで、行動が遅かったことを批判された。しかしベンティーンが偵察を命じられた経路は、カスターが全速で駆け下りたリノ・クリークの緩り降る北支流よりも遥かに険しい地形だった。
ベンティーンがカスターを探し続けるよりも、リノと共に残る決断をしたことも、のちの軍事裁判で批判者によって問題にされた。

## その後の行動
ベンティーンは1877年のネ・ペルセ族作戦に参加し、その後キャニオンクリークでの戦闘とそれ以前のリトルビッグホーンでの功績によって、1890年2月27日に准将に名誉昇進した。1879年にシカゴで行われたリノの査問会議では証言を行った。1882年12月に第9アメリカ騎兵隊の少佐に昇進した。1887年、ユタ準州デュシェーヌ砦で飲酒と規律に外れた振る舞いにより停職を命じられた。ベンティーンは有罪とされアメリカ陸軍から解雇されることになったが、グロバー・クリーブランド大統領がその量刑を1年間の停職に減刑した。ベンティーンは、リューマチと心臓病による障害を理由に、1888年7月7日に退役した。
10年後の1898年6月22日、ベンティーンは妻のケイトと息子のフレデリックを遺して死んだ。アトランタのウェストウッド墓地に埋葬されており、その棺側付き添い人にはジョージア州知事ウィリアム・Y・アトキンソンとアトランタ市長チャールズ・コリアーがいた。ベンティーンの遺骸は後にアーリントン国立墓地に移葬された。